# Stéphane Gasser
Pour les articles homonymes, voir Gasser.
Stéphane Gasser, né le 13 mars 1972 à Fribourg, est un joueur suisse de hockey sur glace professionnel.

## Biographie
Formé jusqu'à l'âge de 15 ans[réf. souhaitée] au sein du mouvement junior du HC Fribourg-Gottéron, il quitte la Suisse pour rejoindre le Québec pour y disputer les saisons 1987-1988 et 1988-1989. Il y joue dans les équipes des villes de Sainte-Foy et Beauport[réf. souhaitée].
Durant l'été 1989, il rejoint le club du HC Davos et dispute l'intégralité de la saison 1989-1990 avec l'équipe des juniors élites du club, tout en étant intégré au contingent de la première équipe[réf. souhaitée].
Lors de la saison 1990-1991, il évolue avec les juniors élites du CP Berne. Il fait une apparition avec l’équipe fanion.
À 19 ans, il décide de rejoindre la Ligue nationale B. Il devient titulaire dans l'effectif du Lausanne HC durant ses trois saisons et, après deux saisons à lutter contre la relégation, il est finaliste de promotion en Ligue nationale A.
Dans le courant de l'été 1994, il se lie au HC Ajoie pour y disputer le championnat de Ligue nationale B.
Enfin, il signe au HC Olten pour y disputer la dernière saison de sa carrière professionnelle. Il prend alors sa retraite sportive à 24 ans.

## Statistiques
| Saison     | Équipe      | Ligue      |     | Saison régulière | Saison régulière | Saison régulière | Saison régulière | Saison régulière |    | Séries éliminatoires | Séries éliminatoires | Séries éliminatoires | Séries éliminatoires | Séries éliminatoires |
| Saison     | Équipe      | Ligue      | PJ  | B                | A                | Pts              | Pun              | PJ               | B  | A                    | Pts                  | Pun                  |                      |                      |
| 1990-1991  | CP Berne    | LNA        | 1   | 0                | 0                | 0                | 0                | -                | -  | -                    | -                    | -                    |                      |                      |
| 1991-1992  | Lausanne HC | LNB        | 36  | 3                | 5                | 8                | 2                | 10               | 9  | 3                    | 12                   | 0                    |                      |                      |
| 1992-1993  | Lausanne HC | LNB        | 36  | 11               | 12               | 23               | 20               | 4                | 2  | 3                    | 5                    | 2                    |                      |                      |
| 1993-1994  | Lausanne HC | LNB        | 36  | 8                | 12               | 20               | 22               | 13               | 1  | 2                    | 3                    | 4                    |                      |                      |
| 1994-1995  | HC Ajoie    | LNB        | 36  | 3                | 3                | 6                | 16               | 7                | 0  | 1                    | 1                    | 4                    |                      |                      |
| 1995-1996  | HC Olten    | LNB        | 36  | 5                | 9                | 14               | 52               | -                | -  | -                    | -                    | -                    |                      |                      |
| Totaux LNB | Totaux LNB  | Totaux LNB | 180 | 30               | 41               | 71               | 112              | 34               | 12 | 9                    | 21                   | 10                   |                      |                      |